# Стикер
Стикер (англ. sticker) — этикетка, наклейка, небольшой лист самоклеящейся бумаги или плёнки с нанесённым полиграфическим рисунком. Предназначен для наклеивания на различные поверхности, будь то дерево, металл, стекло. Может использоваться в качестве информационного баннера, элемента настенных декораций и декорации интерьера, также используется в визуальном тюнинге автомобилей.

## История
Стикеры были изначально придуманы для контроля над продукцией: маркировки товаров, товарной персонализации, нанесения штрих-кодов и т. д. Кроме того, стикеры использовались в качестве пломбы, предупреждая вскрытие и фальсификацию товара. С появлением широкого распространения технологий домашней печати, стикеры приобрели массовый характер и стали использоваться в информационных и эстетических целях.

## Разновидности
Стикеры бывают:
- Информационные — чаще всего применяются в качестве рекламных объявлений ввиду своей дешевизны. Могут содержать политические лозунги или являться объектом искусства.
- Гарантийные — изготавливаются для контроля несанкционированного вскрытия на специальной пломбовой или саморазрушающейся бумаге и соединяют статичную и подвижную часть упаковки. Основное свойство гарантийных стикеров — разрушение при отклеивании.
- Идентификационные — выпускаются для маркировки товара с номерной и штрих-кодовой персонализацией, которая позволяет получить информацию о товаре, характеристику продукции в электронном виде.
- Инвентарные — применяются для учёта продукции на складе, содержат номерную или штрих-кодовую персонализацию. Этот вид стикеров также даёт возможность классифицировать продукцию при складировании.
- Датированные — применяются для товаров со сроком годности или гарантийными сроками. На таком стикере содержится серийный номер и другая необходимая потребителю информация.